# Аинка
Аинка — река в России, протекает по Турочакскому району Республики Алтай.
Берёт начало на восточных склонах хребта Уртун. Устье Аинки находится на левом берегу Лебеди в 42 км от устья Лебеди, у подножья горы Аюгожа. Длина реки — 18 км.
По реке Аинка проходит граница Тондошенского сельского поселения с Турочакским сельским поселением.

## Данные водного реестра
По данным государственного водного реестра России относится к Верхнеобскому бассейновому округу, водохозяйственный участок реки — Бия, речной подбассейн реки — Бия и Катунь. Речной бассейн реки — (Верхняя) Обь до впадения Иртыша.
Код объекта в государственном водном реестре — 13010100212115100000762.